# Championnat de France de football de troisième division 2000-2001
Navigation
National 1999-2000 National 2001-2002
Le Championnat de France de football National 2000-2001  a vu la victoire du Grenoble Foot 38.

## Les 20 clubs participants
| Club                   | En National depuis | Classement 1998-1999   | Entraîneur            | Depuis | Stade                   | Capacité | Part |
| ---------------------- | ------------------ | ---------------------- | --------------------- | ------ | ----------------------- | -------- | ---- |
| Amiens SC              | 2000               | 18e (Division 2)       | Denis Troch           | 2000   | Stade de la Licorne     | 12 750   | 0    |
| ASOA Valence           | 2000               | 19e (Division 2)       | Didier Notheaux       | 2000   | Stade Georges-Pompidou  | 14 380   | 0    |
| CS Louhans-Cuiseaux    | 2000               | 20e (Division 2)       | Philippe Hinschberger | 2000   | Parc des sports du Bram | 9 750    | 1    |
| Grenoble Foot          | 1999               | 4e                     | Alain Michel          | 1997   | Stade Charles-Berty     | 18 000   | 1    |
| Valenciennes FC        | 1998               | 5e                     | Didier Ollé-Nicolle   | 2000   | Stade Nungesser         | 14 857   | 2    |
| Pau FC                 | 1998               | 6e                     | Joël Lopez            | 1998   | Stade du Hameau         | 13 000   | 2    |
| Clermont Foot          | 1999               | 7e                     | Albert Rust           | 2000   | Stade Gabriel Montpied  | 11 980   | 1    |
| Racing Besançon        | 1999               | 8e                     | Sylvain Matrisciano   | 1997   | Stade Léo-Lagrange      | 4 900    | 1    |
| RC France              | 1997               | 9e                     | Jean-Michel Cavalli   | 2000   | Stade de Colombe        | 7 000    | 3    |
| Istres FC              | 1997               | 10e                    | Arnaud Dos Santos     | 1999   |                         |          | 3    |
| Stade de Reims         | 1999               | 11e                    | Manuel Abreu          | 1995   | Stade Auguste-Delaune   | 9 000    | 1    |
| Red Star FC            | 1999               | 12e                    | Jean-Luc Girard       | 1998   | Stade Marville          | 10 000   | 1    |
| Olympique Noisy-le-Sec | 1997               | 13e                    |                       |        | Stade Salvador-Allende  | 2 000    | 3    |
| Thouars Foot 79        | 1997               | 14e                    | Thierry Goudet        | 1997   | Stade Philippe Morin    | 3 500    | 3    |
| GFC Ajaccio            | 1997               | 15e                    | Hubert Velud          | 1999   | Stade Ange Casanova     | 8 000    | 3    |
| Pacy VEF               | 1998               | 16e                    | Laurent Halton        | 1988   | Stade Pacy-Ménilles     | 2 000    | 2    |
| Dijon FCO              | 2000               | 2e (National 2 Gr. A)  | Daniel Joseph         | 1999   | Stade Gaston-Gérard     | 10 000   | 0    |
| Olympique d'Alès       | 2000               | 2e (National 2 Gr. B)  | Jacques Novi          | 2000   | Stade Pierre-Pibarot    | 10 000   | 0    |
| La Roche VF            | 2000               | 1er (National 2 Gr. C) | Bourget               | 2000   | Stade Henri-Desgrange   | 9 000    | 0    |
| Stade brestois         | 2000               | 1er (National 2 Gr. D) | Alain de Martigny     | 1999   | Stade Francis-Le Blé    | 10 002   | 0    |

## Classement final
| Rang | Équipe                 | Pts | J  | G  | N  | P  | Bp | Bc | Diff |
| ---- | ---------------------- | --- | -- | -- | -- | -- | -- | -- | ---- |
| 1    | Grenoble Foot 38       | 76  | 38 | 22 | 10 | 6  | 57 | 31 | +26  |
| 2    | Amiens SC R            | 75  | 38 | 22 | 9  | 7  | 63 | 29 | +34  |
| 3    | FC Istres OP           | 69  | 38 | 18 | 15 | 5  | 53 | 34 | +19  |
| 4    | Clermont Foot          | 68  | 38 | 19 | 11 | 8  | 71 | 34 | +37  |
| 5    | Stade de Reims         | 65  | 38 | 17 | 14 | 7  | 48 | 36 | +12  |
| 6    | Stade brestois 29 P    | 63  | 38 | 19 | 6  | 13 | 64 | 48 | +16  |
| 7    | RC France              | 58  | 38 | 16 | 10 | 12 | 49 | 44 | +5   |
| 8    | GFCO Ajaccio           | 55  | 38 | 16 | 7  | 15 | 60 | 55 | +5   |
| 9    | La-Roche-sur-Yon VF P  | 53  | 38 | 14 | 11 | 13 | 56 | 60 | -4   |
| 10   | ASOA Valence R         | 51  | 38 | 15 | 6  | 17 | 59 | 53 | +6   |
| 11   | Olympique d'Alès P     | 48  | 38 | 12 | 12 | 14 | 48 | 49 | -1   |
| 12   | Besançon RC            | 47  | 38 | 11 | 14 | 13 | 42 | 41 | +1   |
| 13   | Louhans-Cuiseaux FC R  | 46  | 38 | 12 | 10 | 16 | 48 | 58 | -10  |
| 14   | Olympique Noisy-le-Sec | 45  | 38 | 12 | 9  | 17 | 29 | 49 | -20  |
| 15   | Pau FC                 | 43  | 38 | 9  | 16 | 13 | 40 | 54 | -14  |
| 16   | Dijon FCO P            | 42  | 38 | 9  | 15 | 14 | 43 | 53 | -10  |
| 17   | Valenciennes FC        | 40  | 38 | 9  | 13 | 16 | 39 | 56 | -17  |
| 18   | Pacy VEF               | 34  | 38 | 8  | 10 | 20 | 44 | 63 | -19  |
| 19   | Thouars Foot 79        | 28  | 38 | 7  | 7  | 24 | 29 | 66 | -37  |
| 20   | AS Red Star            | 27  | 38 | 6  | 9  | 23 | 42 | 71 | -29  |

Promotions et relégations
- Promotion en Division 2 2001-2002
- Rétrogradation administrative
- Relégation en CFA 2001-2002
- -3 : Points de pénalité reçus

Abréviations
- P : Promu de CFA 1999-2000
- R : Relégué de Division 2 1999-2000

Victoire à 3 points.
- En cas d'égalité de points, les équipes sont départagées à la différence de buts particulière.
- Le GFCO Ajaccio est relégué administrativement en CFA pour raison financière.

### Classement des buteurs 2000-2001
| #   |                             | Joueur                | Club                | Buts |  |
| --- | --------------------------- | --------------------- | ------------------- | ---- |  |
| 1er | Drapeau de la France        | Christophe Meslin     | Gazélec Ajaccio     | 21   |  |
|     | Drapeau de la France        | Hocine Lachaab        | Valenciennes FC     | 21   |  |
| 3e  | Drapeau de la France        | Jean-Marc Droesch     | Stade brestois      | 19   |  |
|     | Drapeau du Togo             | Mickael Dodzi Dogbé   | Grenoble Foot       | 19   |  |
| 5e  | Drapeau de la France        | Sébastien Heitzmann   | CS Louhans-Cuiseaux | 18   |  |
| 6e  | Drapeau de la France        | Olivier Chavanon      | Clermont Foot       | 17   |  |
| 7e  | Drapeau de la France        | Rogerio Moreira       | Stade brestois      | 16   |  |
|     | Drapeau de l'Algérie        | Nassim Akrour         | FC Istres           | 16   |  |
|     | Drapeau de la Côte d'Ivoire | Marc-Éric Gueï        | ASOA Valence        | 16   |  |
| 10e | Drapeau de la France        | Jean-François Rivière | Amiens SC           | 15   |  |

## Les Champions
| Nom                 | Nationalité  | Poste     | Matches | Buts |
| ------------------- | ------------ | --------- | ------- | ---- |
| Cyril Courtin       | France       | Défenseur | 38      | 3    |
| Laurent Debrosse    | France       | Milieu    | 37      | 5    |
| Hervé Milazzo       | France       | Défenseur | 37      | 2    |
| Laurent David       | France       | Milieu    | 35      | 6    |
| Désiré Périatambée  | France       | Milieu    | 35      | 3    |
| Mickaël Dogbé       | Togo         | Attaquant | 34      | 19   |
| Jean-Pascal Yao     | France       | Défenseur | 31      | 1    |
| Mickaël Ravaux      | France       | Milieu    | 30      | 1    |
| Frédéric Guéguen    | France       | Gardien   | 29      | 0    |
| Hugo Miguel Laranjo | Portugal     | Défenseur | 27      | 0    |
| Raphaël Camacho     | France       | Milieu    | 27      | 0    |
| Ibrahima Sonko      | Sénégal      | Défenseur | 22      | 1    |
| Cyril Carrière      | France       | Attaquant | 21      | 7    |
| Gabriel Radojicic   | Serbie       | Attaquant | 14      | 4    |
| Lucien Sergi        | France       | Défenseur | 11      | 1    |
| Joël André          |              | Milieu    | 10      | 0    |
| Bambo Cassama       |              | Attaquant | 9       | 2    |
| Cédric Mignani      | France       | Gardien   | 9       | 0    |
| Julien Benhamou     | France       | Défenseur | 5       | 0    |
| Mounir Traoré       |              | Milieu    | 4       | 1    |
| Ali Hadjeres        | France       | Milieu    | 4       | 0    |
| Gilles Doucende     | France       | Milieu    | 2       | 0    |
| Moussa N'Daw        |              |           | 2       | 0    |
| Dieudonné Minoungou | Burkina Faso | Attaquant | 1       | 0    |
| Marcio Menezes      |              |           |         | 1    |